# Flèche wallonne 1974
La Flèche wallonne 1974, 38e édition de la course, a lieu le 11 avril 1974 sur un parcours de 225 km. La victoire revient au sprint au Belge Frans Verbeeck, qui a terminé la course en 5 h 55 min 00 s, devant ses compatriotes Roger De Vlaeminck et Walter Godefroot. Par la suite, ce dernier est disqualifié pour dopage et la troisième place est restée vacante.
Sur la ligne d’arrivée à Verviers, 61 des 205 partants ont terminé la course.

## Classement final
| #   | Coureur             | Équipe                        |    | Temps           |
| --- | ------------------- | ----------------------------- | -- | --------------- |
| 1   | Frans Verbeeck      | Watney-Maes                   | en | 5 h 55 min 00 s |
| 2   | Roger De Vlaeminck  | Brooklyn                      | +  | 0 s             |
| DSQ | Walter Godefroot    | Flandria-Carpenter-Shimano    |    | 0 s             |
| 4   | Eric Leman          | M.i.c.-De Gribaldy-Ludo       |    | 0 s             |
| 5   | Alain Santy         | Gan-Mercier-Hutchinson        |    | 0 s             |
| 6   | Freddy Maertens     | Flandria-Carpenter-Shimano    |    | 0 s             |
| 7   | Herman Van Springel | M.i.c.-De Gribaldy-Ludo       |    | 0 s             |
| 8   | Walter Planckaert   | Watney-Maes                   |    | 0 s             |
| 9   | André Dierickx      | Merlin Plage-Shimano-Flandria |    | 0 s             |
| 10  | Miguel María Lasa   | KAS-Kaskol                    |    | 0 s             |